# Bahnstrecke Belmont Junction–Belmont
| Gesellschaft: | zuletzt BM           |                     |                     |
| Streckenlänge: | 6,56 km              |                     |                     |
| Spurweite: | 1435 mm (Normalspur) |                     |                     |
| |                      |                     |                     |
| Gleise: | 1                    |                     |                     |
| \| \| \| \| \| \| \| \| von Concord \| \| \| \| 0,00 \| Belmont Junction NH \| Belmont Junction NH \| \| \| \| nach Wells River \| \| \| \| \| Silver Lake \| \| \| \| 1,30 \| Gardner’s Grove NH \| Gardner’s Grove NH \| \| \| 3,47 \| Tioga NH \| Tioga NH \| \| \| 6,56 \| Belmont NH \| Belmont NH \| |                      |                     |                     |
| |                      |                     |                     |
| Strecke |                      | von Concord         | von Concord         |
| ehemaliger Haltepunkt / Haltestelle | 0,00                 | Belmont Junction NH | Belmont Junction NH |
| Abzweig ehemals geradeaus und nach links |                      | nach Wells River    | nach Wells River    |
| Brücke über Wasserlauf (Strecke außer Betrieb) |                      | Silver Lake         | Silver Lake         |
| Haltepunkt / Haltestelle (Strecke außer Betrieb) | 1,30                 | Gardner’s Grove NH  | Gardner’s Grove NH  |
| Haltepunkt / Haltestelle (Strecke außer Betrieb) | 3,47                 | Tioga NH            | Tioga NH            |
| Kopfbahnhof Streckenende (Strecke außer Betrieb) | 6,56                 | Belmont NH          | Belmont NH          |

Die Bahnstrecke Belmont Junction–Belmont ist eine ehemalige Eisenbahnverbindung in New Hampshire (Vereinigte Staaten). Sie ist rund 6,5 Kilometer lang und verbindet die Städte Tilton und Belmont. Die Strecke ist stillgelegt.

## Geschichte
Die Kleinstadt Belmont bemühte sich Anfang der 1880er Jahre um Anschluss an die Hauptstrecke Concord–Wells River. 1883 wurde die Tilton and Belmont Railroad Company gegründet, die den Bau ausführte. Etwa 1888 wurde die Strecke eröffnet und von Anfang an durch die Boston, Concord and Montreal Railroad betrieben. Diese fusionierte 1889 jedoch mit anderen Gesellschaften zur Concord and Montreal Railroad, die nun auch die Zweigstrecke nach Belmont übernahm. 1895 wurde sie durch die Boston and Maine Railroad abgelöst, die die Concord&Montreal aufgekauft hatte.
Die Strecke brachte nur wenig ein und so wurden im April 1929 der Personenverkehr und im August 1930 der Güterverkehr eingestellt. Die offizielle Stilllegung erfolgte 1934. Die Strecke wurde daraufhin abgebaut.

## Streckenbeschreibung
Die Strecke zweigt am Haltepunkt Belmont Junction im Stadtgebiet von Tilton aus der Bahnstrecke Concord–Wells River ab und verläuft ostwärts. Kurz nach dem Abzweig überquert die Trasse einen Ausläufer des Silver Lake. Die Brücke ist nicht mehr vorhanden. Direkt nach der Brücke ist der Haltepunkt Gardner’s Grove erreicht. Die Strecke verläuft nun zunächst südostwärts, um kurz vor  Tioga wieder nach Osten abzubiegen. Der Endbahnhof in Belmont befand sich am Westrand der Stadt. Heute erinnert hier noch die Depot Street (Bahnhofstraße) an die Eisenbahn.